# ألعاب مكابيه 1961

شعار ألعاب مكابيه 1961.

ألعاب مكابيه 1961 (بالعبرية:1961 משחקי המכביה) هي النسخة السادسة من ألعاب مكابيه عقدت في عام 1961 في مدينة رامات غان، إسرائيل ولقد شارك 1000 رياضي من 27 دولة مختلفة.

## الدول التي شاركت
الدول المشاركة لأول مرة في عام 1961 هي :كولومبيا وغواتيمالا والأوروغواي، وجمهورية الكونغو الديمقراطية.
| - الأرجنتين - أستراليا - النمسا - بلجيكا - البرازيل - كندا | - تشيلي - كولومبيا - جمهورية الكونغو الديمقراطية - الدنمارك - فنلندا - فرنسا | - غواتيمالا - الهند - أيرلندا - إسرائيل - إيطاليا - المكسيك | - هولندا - قالب:بيانات بلد روديسيا ونياسالاند - جنوب أفريقيا - السويد - سويسرا - تركيا | - المملكة المتحدة - الولايات المتحدة - الأوروغواي |

## مشاركة الولايات المتحدة
شارك 135 رياضي من الولايات المتحدة بالإضافة إلى 9 خبراء و6 مدراء و3 أطباء، و2 من المدربين. ولقد اشرف على الفريق من قبل اللجنة الرياضية الأمريكية لإسرائيل.

### الرياضات والميداليات
| الرياضة                 | ذهبية | فضية | برونزية | المجموع |
| ----------------------- | ----- | ---- | ------- | ------- |
| كرة السلة               | 1     | 0    | 0       | 1       |
| المبارزة                | 3     | 4    | 2       | 9       |
| الغولف                  | 1     | 0    | 0       | 1       |
| الجمباز                 | 8     | 1    | 1       | 10      |
| التجديف                 | 3     | 0    | 0       | 3       |
| إطلاق النار             | 4     | 2    | 2       | 8       |
| السباحة                 | 17    | 9    | 5       | 31      |
| التنس                   | 2     | 1    | 0       | 3       |
| سباقات المضمار والميدان | 16    | 13   | 11      | 40      |
| كرة الطائرة             | 0     | 1    | 0       | 1       |
| كرة الماء               | 0     | 0    | 1       | 1       |
| رفع الأثقال             | 5     | 1    | 0       | 6       |
| المصارعة                | 7     | 6    | 8       | 21      |
| المجموع                 | 67    | 36   | 32      | 135     |

## روابط خارجية
- ملخصات لكل ألعاب مكابيه